# 1971年薬物乱用法
1971年薬物乱用法（1971ねんやくぶつらんようほう、Misuse of Drugs Act 1971）は、イギリスの議会の制定法である。それは麻薬に関する単一条約、向精神薬に関する条約、ならびに麻薬及び向精神薬の不正取引の防止に関する国際連合条約の下、条約義務に従って効力を発揮する。
この法の下での犯罪を挙げる。
- 規制薬物の不法所持
- 供給する目的での規制薬物の所持
- 規制薬物を供給するか、供給すると申し出ること（無償の場合でも）
- 規制薬物を生産するか供給する目的で不法に使われるように、占有あるいは管理している建物に入れる

この法律はしばしば、禁止された薬物の一覧と、その所持と供給に関する刑罰にすぎないものとして示される。しかし現実面では、同法は薬物のライセンス・システムの重要人物として内務大臣を定めている。従って例えば、様々なオピエートは処方箋薬として合法的に利用でき、大麻（アサ）は「産業用」のライセンスの下で栽培できる。2001年薬物乱用規則は1971年法の下に制定され、同法の下に分類された物質の生産、所持と供給のライセンスの供与についてである。
同法は、規制された物質を3つのクラス、A、BおよびCに分け、さらに違法な所持、あるいはライセンスのない所持、ならびに供給する目的での所持に関する刑罰の区分を、それぞれのクラス内で別々に設けている。各クラス内の物質の一覧は命令によって改正でき、したがって内務大臣は、官僚制度と国会議事堂の両院を経て法律が承認されることによって法の施行が遅れることなく、新しい薬物を一覧に追加したり、昇級、降級あるいは、以前に規制された薬物を一覧から除くことができる。
同法についての批判者たちは、物質がどれくらい有害かあるいは依存性があるかに分類が基づいておらず、さらにタバコとアルコールのような物質を含めないのは非科学的であると述べる。

## 条項

### 第37条 ― 説明
第37条(5)は、1933年薬剤毒物法の8条から10条の廃止についての廃止制定となった。それは2004年制定法 （廃止）法の別表1の17部の7群によって廃止された。

## 規制薬物の一覧
同法は4つの区分を定める：クラスA、クラスB、クラスCおよび一時的クラス薬物である。委任され結論に達した薬物乱用諮問委員会の報告書に規定される制定法文書によって、物質を表の異なる部分へ移動および追加してもいいが、しかしイギリス国務長官は諮問委員会の調査結果に縛られない。
- クラスAは以下を含む：ヘロイン、コカイン、クラック、MDMA (エクスタシー)、メタンフェタミン、LSDとシロシビン・マッシュルーム
- クラスBは以下を含む：アンフェタミン、大麻、コデインとメチルフェニデート 注射のために用意されているどのクラスB薬物もクラスA物質になる。
- クラスCは以下を含む：GHB、ケタミン、ジアゼパム、フルニトラゼパムとその他多くの精神安定剤、睡眠薬とベンゾジアゼピンおよびアナボリックステロイド。
- 一時的クラス薬物：6-APB、5-APB、25C-NBOMe、25B-NBOMe、25I-NBOMe

## 刑罰
薬物犯罪に対する刑罰は、関わった薬物のクラスによって決定される。刑罰は、問題の薬物を所持するための合法的な処方箋やライセンスのない人々に対して執行される。従って、合法的に（処方箋によって）施される限りは、クラスA薬物のヘロインを所持するのは違法ではない。
クラスA薬物は厳しい刑罰となり、懲役は「適正かつ便宜的」である。
可能な最大の刑罰は次の通りである：
| 犯罪 | 裁判所   | クラスA                | クラスB/一時的クラス   | クラスC                |
| ---- | -------- | ---------------------- | ---------------------- | ---------------------- |
| 所持 | 治安判事 | 6か月 / 罰金5000ポンド | 3か月 / 罰金2500ポンド | 3か月 / 罰金500ポンド  |
| 所持 | 刑事法院 | 7年 / 無制限の罰金     | 5年 / 無制限の罰金     | 2年 / 無制限の罰金     |
| 供給 | 治安判事 | 6か月 / 罰金5000ポンド | 6か月 / 罰金5000ポンド | 3か月 / 罰金2000ポンド |
| 供給 | 刑事法院 | 無期 / 無制限の罰金    | 14年 / 無制限の罰金    | 14年 / 無制限の罰金    |

## 国際協力
同法は、他の国家での対応する薬物に関する法律に違反して、イギリス国外で犯罪のほう助、煽り、誘導、あるいは依頼することを犯罪とする。他の国での同様の法律は、「麻薬に関する単一条約の規定に従って、その国における、薬物やその他の物質の生産、流通、使用、輸出ならびに輸入を管理あるいは規制する」ため、あるいは、イギリスと他の国は他の薬物規制条約の締結国であるため他の国の法律としても制定されている。一例として、合衆国の薬物の売人が、その国の規制物質法を侵犯する目的で資金を融資している可能性がある。

## 歴史
1964年薬物（乱用防止）法は、国際協定に先立ってイギリスでアンフェタミンを規制し、後にLSDを規制するために用いられた。
1971年以前は、イギリスは比較的寛容な薬物政策を有しており、国際連合の影響が強くもたらされるまでは、二次的な薬物の活性を規制することが、薬物の使用を効果的に犯罪化するためには用いられなかった。しかしながら、アヘンと大麻の喫煙を除外することに注意しなければならない。1971年法の8条(D)は犯罪ではなかった（規制薬物が使用されていた敷地/建物の所有者の起訴に関して）。また一方、1971年薬物乱用法の8条は、1985年薬物乱用規則（Misuse of Drugs Regulations 1985）の規則13と2001年刑事司法治安法（Criminal Justice and Police Act 2001）の38条によって修正された。これらの修正は、2005年薬物法（Drugs Act 2005）の別表1（6部）によって廃止された。
現行の8条が対象にするもの：以下の目的で誰か別の者に利用されるように、管理あるいは責任を負う土地の使用を故意に許可することである：
- 規制薬物の使用あるいは投与
- 規制薬物の供給
- 規制薬物の生産あるいは栽培（例えば大麻の栽培、クリスタル・メスの製造、マジックマッシュルームの準備といった）。[16]

## 批判と議論
目立った同法についての反論を挙げる：

ナットによる研究を受けて提案されたカテゴリー分類、ハード（赤）、ソフト（イエロー）、そして境界上の薬物（オレンジ）。

- 『薬物の分類：それのハッシュを作る？（英語版）』、2005-06期第五報告書で、イギリス下院科学技術委員会（英語版）は、現在の薬物分類のシステムは歴史上の仮定に基づいており、科学的な仮定ではないと述べた。[18]
- 「潜在的な乱用のための薬物の有害性を評価する合理的な尺度の開発」（Development of a rational scale to assess the harm of drugs of potential misuse）、『ランセット』の2007年3月24日号において、デビッド・ナット、レスリー・A.キング、ウィリアム・ソールスバリー、コリン・ブラックモアらは、同法が「目的にかなっていない」とか、また「薬物乱用法からのアルコールとタバコの除外は、科学的な観点からすれば恣意的である」と述べた。[17][19]

薬物政策転換財団 (Transform Drug Policy Foundation) は、政府の現行の禁止主義の薬物政策によってもたらされる害に対する合理的な批判を加える。薬物平等同盟 (Drug Equality Alliance, DEA) は、法律の方針と目的に反して、歴史および文化的な先例から成る主観的な見方によって、アルコールとタバコを恣意的に除外するために特殊な言及を行っているという、イギリス政府による法の自由裁量権の部分的で不公正な運用に反対して訴訟に踏み切った。
大麻の分類は特に論争になっている。2004年に、大麻は薬物乱用諮問委員会 (ACMD) からの助言に基づいて、クラスBからクラスCへと分類しなおされた。
2009年に、ACMDの助言に反してクラスBに戻された。
2009年2月に、イギリス政府は、エクスタシーをクラスA薬物から降級するという科学的な助言を拒否した際に、薬物の分類に関する政策決定の最高位の専門家である薬物顧問のデビッド・ナット教授によって批判された。4,000の学術論文から成る12か月の研究に基づいた薬物乱用諮問委員会（ACMD）のエクスタシーに関する報告書は、ヘロインやクラック・コカインのようなほかのクラスA薬物の危険性に近くなく、クラスBへ降級すべきと締めくくった。その助言は従われなかった。ジャッキー・スミス、時の内務大臣もまた、平年の間では、より多くの人がエクスタシーの摂取による死亡よりも乗馬による落下で死亡したという、デビッド・ナット教授のコメントについて謝罪させることで彼をいじめ、科学界から大きく批判された。ナット教授は後にアラン・ジョンソンによって解任された（内務大臣としてジャッキー・スミスの後継者）：ジョンソンは「薬物に対する政府のメッセージが明確であることは重要で、顧問としてのあなたは、それらについて国民の理解を損なわせるためにすることは何もない。科学的な助言と政策との間で国民を混乱させることはできない、したがってACMDの会長として私に助言するあなたの能力に信頼をなくしている」と言った。

2011年5月に、薬物を真剣に受け止めて（Taking Drugs Seriously）と名付けられた報告書が、Demosによって公表された。1971年の制定以降の、現行のシステムのいくつかの問題を論じている。それは新しい薬物の一定の存在が、政府が最新の状況に対応するのを困難にするだろうと述べている―現在600を超える薬物が同法に基づき分類されている。デビッド・ナットにより、以前に示された有害性の比較水準表は、アルコールとタバコが最も致死的な水準にある一方で、LSDやマジックマッシュルームなどのいくつかのクラスA薬物は最小の有害性の水準にあることを示している。